# Megabracon piauchyanus
Megabracon piauchyanus är en stekelart som först beskrevs av Gyöö Viktor Szépligeti 1901.  Megabracon piauchyanus ingår i släktet Megabracon och familjen bracksteklar. Inga underarter finns listade i Catalogue of Life.